# Ecoporanga
Ecoporanga est une municipalité brésilienne située dans l'État de l'Espirito Santo.